# Johan Walem
Johan Walem (Soignies, 1972. február 1. –) belga válogatott labdarúgó, edző.
A belga válogatott tagjaként részt vett a 2000-es Európa-bajnokságon és a 2002-es világbajnokságon.

## Sikerei, díjai
Anderlecht
- Belga bajnok (3): 1992–93, 1993–94, 1994–95
- Belga kupa (1): 1993–94

Parma
- Olasz szuperkupa (1): 1999